# Rare Americans
Rare Americans is een Canadese indieband uit Vancouver, Brits-Columbia. De band werd opgericht in 2018 door de broers James en Jared Priestner die twee albums en verschillende singles hebben uitgebracht. Hun populairste nummer is "Brittle Bones Nicky" met meer dan 56 miljoen views op de videoclip op YouTube. De band staat bekend door animatie-videoclips die ze bij hun videoclips leveren. De animatiestijl die zich in de videoclips bevindt wordt ook gebruikt op de meeste covers van de albums en singles.

## Geschiedenis
De band werd in 2018 opgericht door de broers James en Jared Priestner tijdens een reis naar het Caribisch gebied. James grapte dat ze moesten proberen samen een liedje te schrijven, Jared zei "A song? Fuck that, lets write an album!" 10 dagen later werd de eerste plaat van Rare Americans opgenomen. Tegenwoordig bestaat de band uit Jared en James Priestner, de gitaristen Lubo Ivan en Jan Cajka en de drummer Duran Ritz.

## Discografie

### Albums
| Jaar | Titel                                                |
| ---- | ---------------------------------------------------- |
| 2018 | Rare Americans                                       |
| 2021 | Rare Americans 2                                     |
| 2021 | Jamesy Boy and the Screw Loose Zoo: Rare Americans 3 |
| 2022 | You're Not a Bad Person, It's Just a Bad World       |
| 2023 | Searching for strawberries: The story of Jongo Bongo |

### Singles
| Jaar | Titel                                 | Album                                                                 |
| ---- | ------------------------------------- | --------------------------------------------------------------------- |
| 2018 | Moss Park                             | Rare Americans                                                        |
| 2018 | Cats, Dogs & Rats                     | Rare Americans                                                        |
| 2018 | Balmoral Hotel                        | Rare Americans                                                        |
| 2018 | Pay Me Back                           | Rare Americans                                                        |
| 2018 | I vs I                                | Rare Americans                                                        |
| 2018 | Night After Night                     | Rare Americans                                                        |
| 2018 | Worm Is Gonna Turn                    | Geen album                                                            |
| 2018 | Let Go for Love                       | Geen album                                                            |
| 2018 | Canoe                                 | Geen album                                                            |
| 2019 | Brittle Bones Nicky                   | Rare Americans 2                                                      |
| 2019 | Ryan and Dave                         | Rare Americans 2                                                      |
| 2019 | Milk Man                              | Rare Americans 2                                                      |
| 2020 | Hullabaloo                            | Rare Americans 2                                                      |
| 2020 | Gas Mask                              | Rare Americans 2                                                      |
| 2020 | The Moneyz                            | Geen album                                                            |
| 2021 | Knives, Guns & Bed (ft. Clare Twiddy) | Rare Americans 2                                                      |
| 2021 | Brittle Bones Nicky 2                 | Rare Americans 2                                                      |
| 2021 | Baggage                               | Jamesy Boy and the Screw Loose Zoo: Rare Americans 3                  |
| 2021 | Mama Bear                             | Jamesy Boy and the Screw Loose Zoo: Rare Americans 3                  |
| 2021 | Hey Sunshine                          | Jamesy Boy and the Screw Loose Zoo: Rare Americans 3                  |
| 2021 | Rhythm Kitchen (ft. D Smoke)          | Jamesy Boy and the Screw Loose Zoo: Rare Americans 3                  |
| 2021 | Baby Boy                              | Jamesy Boy and the Screw Loose Zoo: Rare Americans 3                  |
| 2021 | Walkin' n Talkin'                     | Jamesy Boy and the Screw Loose Zoo: Rare Americans 3                  |
| 2022 | Flashback                             | Jamesy Boy and the Screw Loose Zoo: Rare Americans 3 (Deluxe edition) |
| 2022 | Love Is All I Bring                   | You're Not a Bad Person, It's Just a Bad World                        |
| 2022 | Lose My Cool                          | You're Not a Bad Person, It's Just a Bad World                        |
| 2022 | Moving On                             | You're Not a Bad Person, It's Just a Bad World                        |